# Fachidiot
Als Fachidiot (vor allem in Österreich auch Fachtrottel) wird ein Experte bezeichnet, der eine Problematik nur aus der Perspektive seines Fachgebietes kennt, allein aus seiner Sichtweise erfassen kann und nicht alle Möglichkeiten und Richtungen in Betracht zieht, die für die vollständige Verständlichkeit und Erfassbarkeit eines Gegenstandes, einer Sache oder Thematik erforderlich wären. Häufig tut sich der Fachidiot schwer, sich in andere hineinzuversetzen und seine eingeschränkte Perspektive zu ergänzen und zu erweitern. Weitere mögliche Betrachtungsweisen lehnt er infolge selektiver Wahrnehmung (Egoismus, Narzissmus) und daraus folgender Ignoranz ab (siehe Semmelweis-Reflex).

## Etymologie
Das Wort „Fachidiot“ leitet sich historisch aus dem Begriff „Fachidiotismus“ ab. Mit seinem Zitat „Jeder Fachmann ist in seinem Fach ein Esel“ zeigte der deutsche Schriftsteller Jean Paul (1763–1825) dieses gesellschaftliche Phänomen bereits relativ früh auf. Der Begriff „Fachidiotismus“ (französisch idiotisme du métier) selbst wurde erstmals von Karl Marx in seiner 1847 in französischer Sprache veröffentlichten Schrift Misère de la philosophie verwendet. In deutscher Übersetzung erschien dieses Werk als Das Elend der Philosophie erst im Jahre 1885. Dort heißt es: „Was die Arbeitsteilung in der modernen Gesellschaft charakterisiert, ist die Tatsache, dass sie die Spezialitäten, die Fachleute und mit ihnen den Fachidiotismus erzeugt.“